# Bernhard Dawson
Bernhard Hildebrandt Dawson (Kansas City, 21 de septiembre de 1890 - 18 de junio de 1960) fue un astrónomo profesional, nacido en Estados Unidos y nacionalizado argentino.

## Biografía
Nació en Kansas City, Misuri. Estudió en la Universidad de Míchigan y en 1912 viajó a la Argentina acompañando a su profesor William Hussey, quien fuera director del Observatorio de la Universidad de Míchigan y que había aceptado ocupar la dirección del Observatorio Astronómico de La Plata, cargo en el que se desempeñó hasta 1914. El joven Dawson, por su parte, se nacionalizó argentino y permaneció en este país, solo regresando a Estados Unidos en dos oportunidades, para completar sus estudios universitarios y luego más adelante para contraer matrimonio. Desde 1913 en adelante trabajó en el Observatorio Astronómico de La Plata. En 1929 fue cofundador de la Asociación Argentina "Amigos de la Astronomía", llegando a ser presidente y director del observatorio de esta institución. En 1933 recibió el Doctorado (Ph.D.) en Míchigan con una tesis titulada "The System Beta 1000 Plus Delta 31".

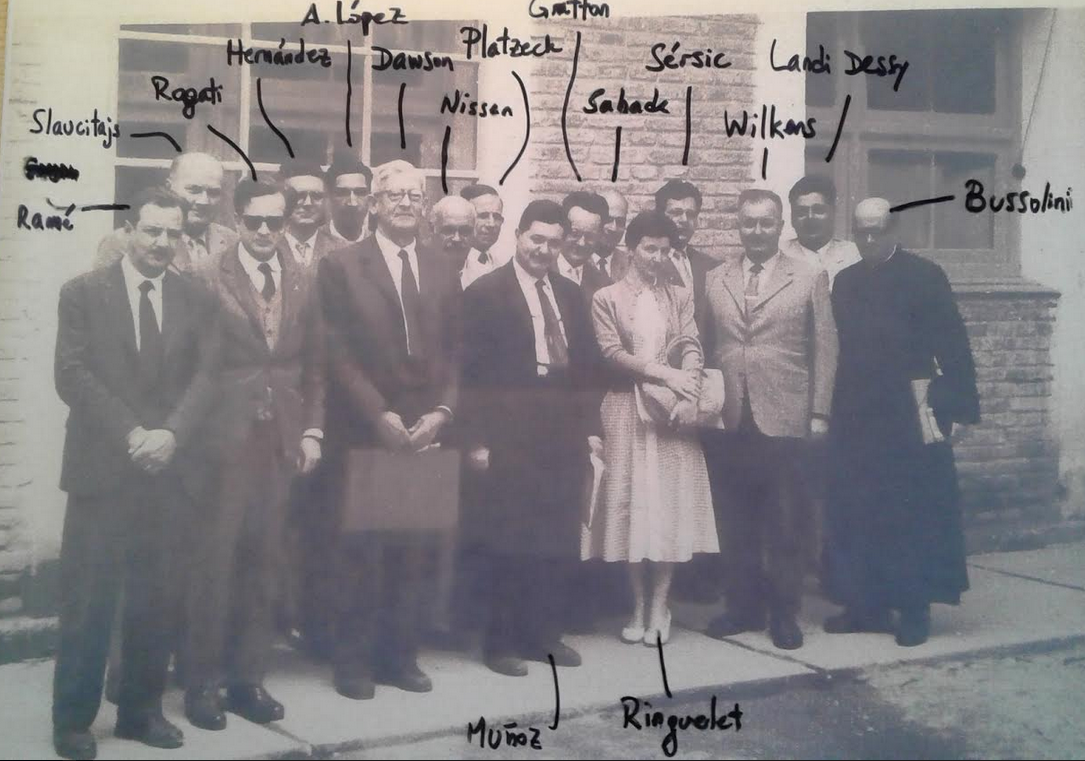
Fundadores de la Asociación Argentina de Astronomia, 1958. Desde la izquierda: M. J. Ramé, Sergei Slaucitajs, Carlos Rogati, Carlos Hernández, Augusto López, Bernhard H. Dawson, Juan José Nissen, Ricardo Platzek, Francisco Muñoz, Livio Gratton, Jorge Sahade, Adela Emilia Ringuelet, José Luis Sérsic, Herbert Wilkens, Jorge Landi Dessy, Juan A. Bussolini.

El 8 de noviembre de 1942 descubrió una estrella nova en la constelación de Puppis, lo que le valió la primera medalla de oro que otorgara a uno de sus miembros la "American Association of Variable Stars Observers" (AAVSO). En 1948 se trasladó a la provincia de San Juan, donde junto a otros destacados astrónomos crearon el observatorio que más adelante sería bautizado como Observatorio Astronómico Félix Aguilar. Entre 1948 y 1955 fue profesor en la Universidad Nacional de San Juan. En 1955 regresó a La Plata, tomando a su cargo la dirección del observatorio de dicha ciudad hasta 1957. Sus estudios astronómicos incluyen estrellas binarias del hemisferio sur, estrellas variables, ocultaciones, asteroides y cometas. En 1958 fue nombrado primer presidente de la Asociación Argentina de Astronomía.

## Honores

### Epónimos
En 1970 se decidió en su honor llamarle Dawson a un cráter lunar situado en la cara oculta de la Luna. El asteroide (1829) Dawson también lleva su nombre.